# SN 2004ff
SN 2004ff – supernowa typu Ic odkryta 6 listopada 2004 roku w galaktyce E552-G40. Jej maksymalna jasność wynosiła 17,18m.